# Friedrich Narr
Friedrich Gustav Narr (* 16. August 1844 in Würzburg; † 6. Oktober 1893) war ein deutscher Physiker.

## Leben
Friedrich Narr besuchte das Gymnasium in Würzburg und studierte nach dem Abitur 1863 Naturwissenschaften an den Universitäten Würzburg, Heidelberg, Göttingen und München, wo er am 31. Juli 1869 zum Dr. phil. promoviert wurde. 1870 wurde er für Physik habilitiert, am 25. Dezember 1870 Privatdozent und am 2. August 1886 außerordentlicher Professor in der Philosophischen Fakultät der Universität München. Friedrich Narr hatte eine Krankheit, die ihn über Jahre stark beeinträchtigte und im Alter von 49 Jahren am 1. Mai 1893 wegen Dienstunfähigkeit zu seiner Versetzung in den Ruhestand führte. 
Narr behandelte in seinen Vorlesungen Theoretische und Experimentalphysik. Zudem beschäftigte er sich wissenschaftlich mit der Physik der Gase und der Elektrizität.
Am 23. Dezember 1891 wurde Friedrich Narr als Mitglied (Matrikel-Nr. 2924) in die Leopoldina aufgenommen.

## Schriften
- Beiträge zur Entwicklungsgeschichte der mechanischen Wärmetheorie. Inaugural-Dissertation. Weiss, München 1869 Digitalisat
- Ueber die Erkaltung und Wärmeleitung in Gasen. Eine Habilitationsschrift. Wolf, München 1870 Digitalisat
- Einleitung in die theoretische Mechanik. Teubner, Leipzig 1875 Digitalisat